# Màgic Badalona
El Màgic Badalona és un centre comercial i d'oci de la ciutat de Badalona, de 48.569 m² que es troba per damunt del pavelló olímpic del Club Joventut Badalona, a la sortida "Badalona Sud" de l'autopista C-31. Es va inaugurar el 15 d'octubre de 2008.
El centre comercial consta de 90 establiments, distribuïts en diverses botigues de moda i complements, restaurants, un supermercat i un multicine amb 14 sales. També hi trobem d'altres serveis com un gimnàs de 4.000 m² amb pistes de pàdel i piscina, 9 pistes de bàsquet gestionades pel Club Joventut Badalona i un pàrquing gratuït de 1.200 places. Destaca per la seva singular arquitectura, ja que l'element més visible del centre comercial és una cúpula en forma de gran pilota de bàsquet, amb un diàmetre de 36 metres i una alçada de 20 metres.
El projecte inicial, anomenat "Badalona, capital europea del bàsquet", projectava, a més del centre comercial i l'arribada de la línia 9 del metro, la construcció d'un hotel de tres estrelles de la cadena IBIS inspirat en el món del bàsquet amb 140 habitacions, un altre de dues estrelles i 110 habitacions gestionat per la cadena ETAP, i un museu. La construcció del complex no va estar exempta de polèmica després que els botiguers de la ciutat es mostressin contraris a aquesta àrea comercial, i pel fet que l'ajuntament de Badalona cedís 7.500 m² de sòl públic a aquest projecte privat, participat majoritàriament pel Club Joventut Badalona i l'empresa Sacresa.
En el mes de novembre, un mes després de la seva inauguració, una iniciativa popular va aconseguir que el nom del centre comercial incorporés l'accent obert a la paraula "Màgic", que fins aleshores no el duia.